# 普拉塔尼亚斯足球俱乐部
普拉塔尼亚斯足球俱乐部（希臘語：Αθλητικός Όμιλος Πλατανιά Χανίων），希腊克里特大区普拉塔尼亚斯市镇的一个足球俱乐部。2012年，该队首次升入希腊足球超级联赛。2021年在希臘足球乙級聯賽取得第15名後宣佈解散。